# Charlotte Mattax
Charlotte Mattax (ca. 1955), ook Charlotte Mattax Moersch, is een Amerikaans klaveciniste en muziekpedagoge.

## Levensloop
Mattax deed haar studies en behaalde haar diploma's aan de Yale University (klavecimbel), de Juilliard School of Music (praktijk van uitvoering oude muziek) en aan de Stanford University. Ze studeerde verder bij Gustav Leonhardt aan het  conservatorium van Amsterdam, bij Bob van Asperen aan het Haags conservatorium, en bij Kenneth Gilbert aan het conservatorium van Parijs. 
Na verschillende prijzen te hebben gewonnen in de Verenigde Staten, werd ze:
- in 1980 Derde prijs in het internationaal klavecimbelconcours in het kader van het Festival Musica Antiqua in Brugge
- in 1983 laureaat in het internationaal klavecimbelconcours in Parijs.

Gevolg hieraan ontving ze een beurs van de 'National Endowment for the Arts' en een 'Woolley Scholarship' voor verdere studie in Parijs. 
Als concertante speelde ze doorheen de Verenigde Staten en Europa, onder meer in Londen, Genève, Parijs, Amsterdam, Rome en Salzburg. Ze trad op in belangrijke festivals, zoals Saratoga Festival, Festival of the Associazione Musicale Romana, Tage alter musik Regensburg, San Luis Obispo Mozart Festival en Bethlehem Bach Festival. Bij deze laatste maakt ze deel uit van het Bach Festival Orchestra als klaveciniste en organiste is ze sinds 1997 de manager van het orkest.
In kamermuziekensembles trad ze vaak op met New York’s Grande Bande en met San Francisco’s American Baroque. Ze toerde doorheen Europa met het Orpheus Chamber Orchestra. Ze heeft samengewerkt met onder meer Arleen Auger, Julianne Baird, Laurence Dreyfus en barokdanser Catherine Turocy. 
Ze doceert klavecimbel aan de Muziekhogeschool van Chicago, Illinois die deel uitmaakt van de University of Illinois en is voorzitter van de Afdeling Klavecimbel en Orgel. Ze werkt als onderzoeker op Italiaanse klavecimbelmuziek en op Händels transcripties voor klavier van zijn opera-ouvertures. Ze is voornamelijk gespecialiseerd in 17de-eeuwse muziek.
In de lente van 2009 ontving ze een 'Campus Award for Excellence in Graduate and Professional Teaching'.
Mattax heeft ook het baroktrio 'Arte Bella' opgericht (klavecimbel - viola da gamba - soprano) dat ze dirigeert.

## Discografie
Mattax heeft als soliste onder andere de volgende opnamen gerealiseerd:
- toccatas en partitas van J.S. Bach (Koch International Classics)
- sonates voor klavecimbel van Wilhelm Friedemann Bach (Centaur Records).

## Publicatie
- Accompaniment on Theorbo and Harpsichord: Denis Delair’s Traité of 1690, Indiana University Press.